# Hans-Willi Meier

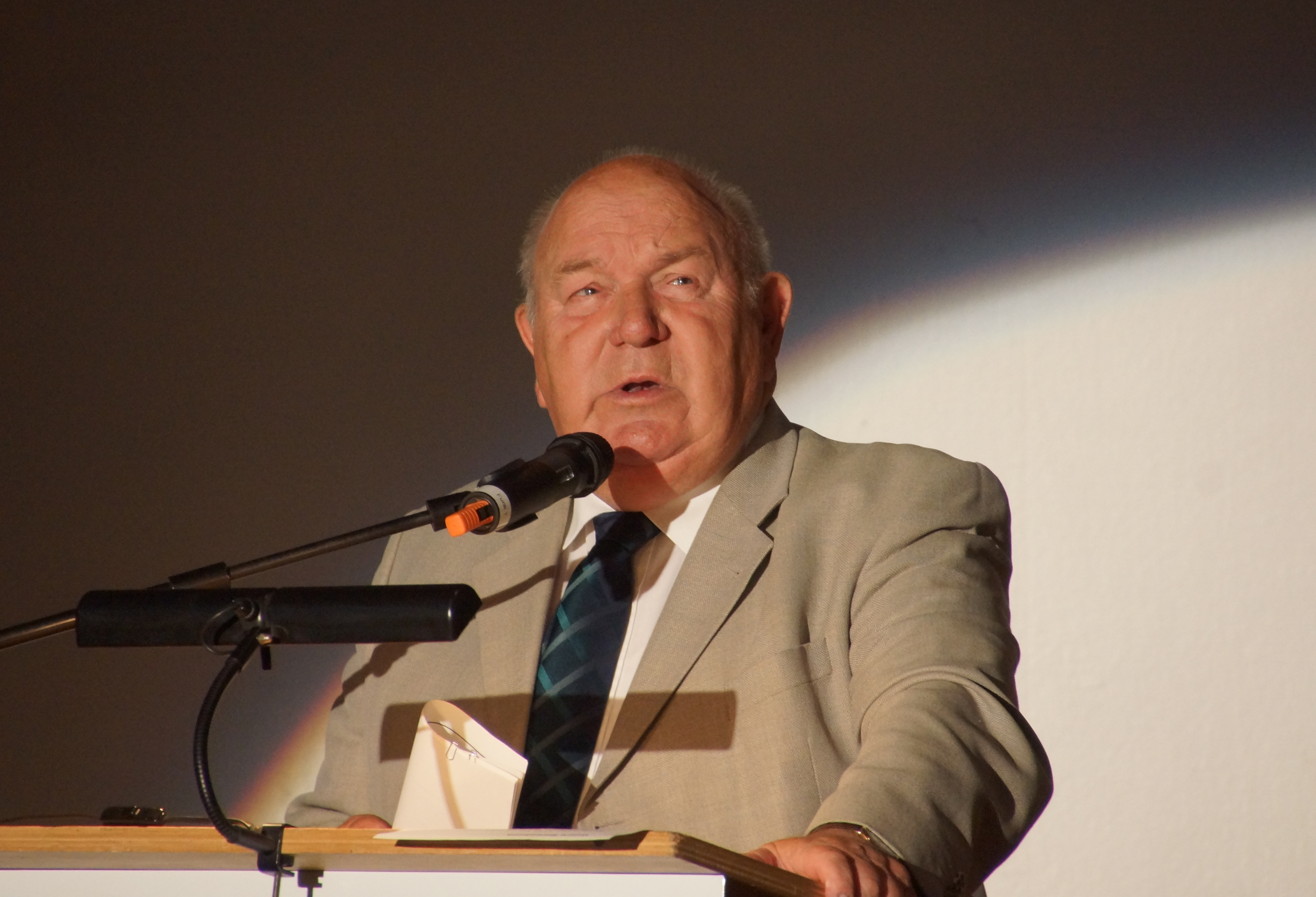
Hans-Willi Meier, 2015

Hans-Willi Meier (* 13. Januar 1944 in Frechen) war hauptamtlicher Bürgermeister (CDU) in Frechen, Rhein-Erft-Kreis, Nordrhein-Westfalen.
Meier war etwa 40 Jahre lang im Chemiepark Knapsack bei InfraServ Knapsack beschäftigt. Zuletzt war er in der Geschäftsleitung des Chemieparks tätig.
Seit etwa 40 Jahren gehört Meier der CDU an und war von 1986 bis 1999 deren Vorsitzender in Frechen. Viele Jahre war er ehrenamtlicher Vizebürgermeister seiner Heimatstadt. Nach der ersten Wahl zum hauptamtlichen Bürgermeister im Jahre 1999 erfolgten Wiederwahlen in den Jahren 2004 und 2009. Zur Wahl im September 2015 trat Meier nicht mehr an. Nachfolgerin wurde Susanne Stupp.
Meier, der in Hücheln wohnt, ist verheiratet und hat zwei Kinder.